# دیلون بیچ (کالیفرنیا)
دیلون بیچ (به انگلیسی: Dillon Beach) یک منطقهٔ مسکونی در ایالات متحده آمریکا است که در شهرستان مارین، کالیفرنیا واقع شده‌است. دیلون بیچ ۷٫۷۲۸ کیلومتر مربع مساحت و ۲۸۳ نفر جمعیت دارد و ۲۷ متر بالاتر از سطح دریا واقع شده‌است.